# St. Lorenz (Travemünde)

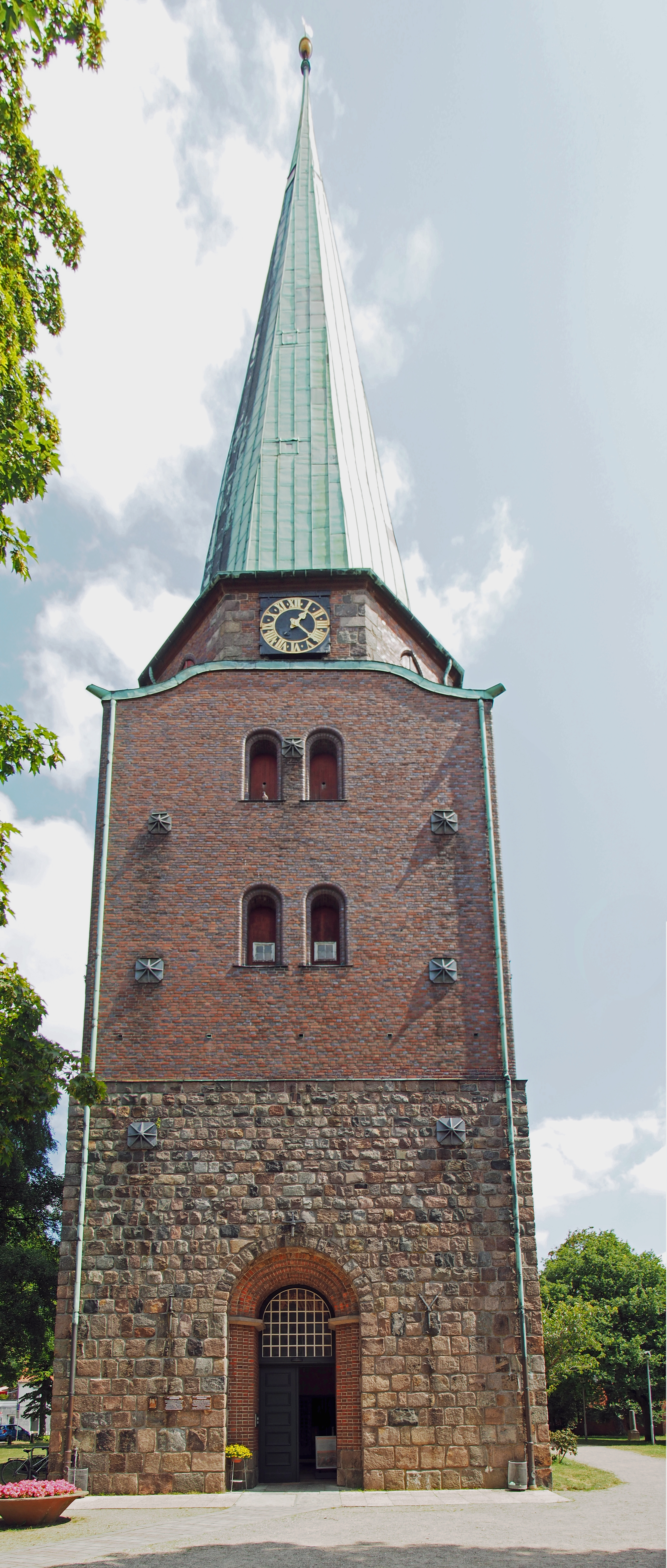
St.-Lorenz-Kirche

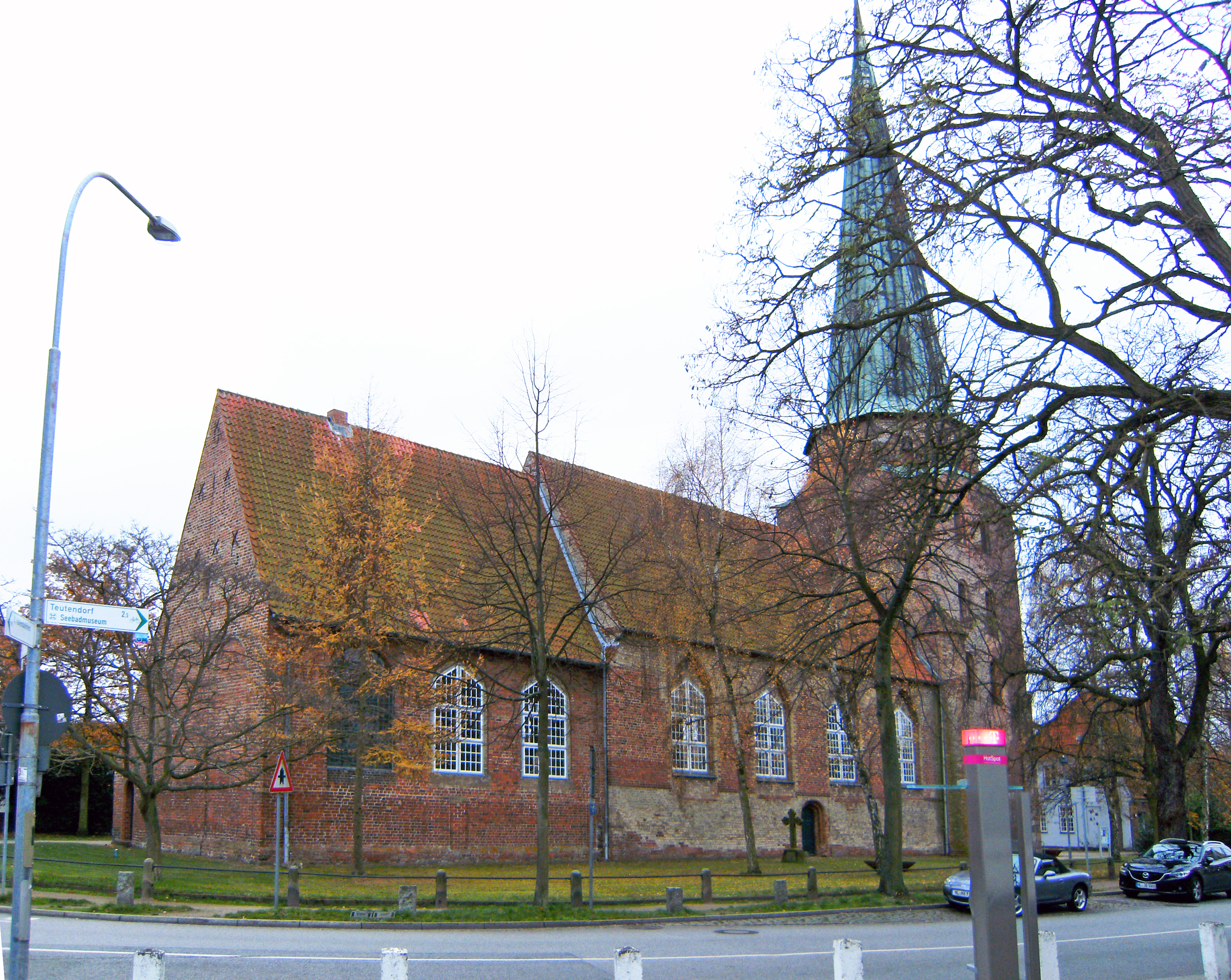
Bauphasen der St.-Lorenz-Kirche (von Norden gesehen)

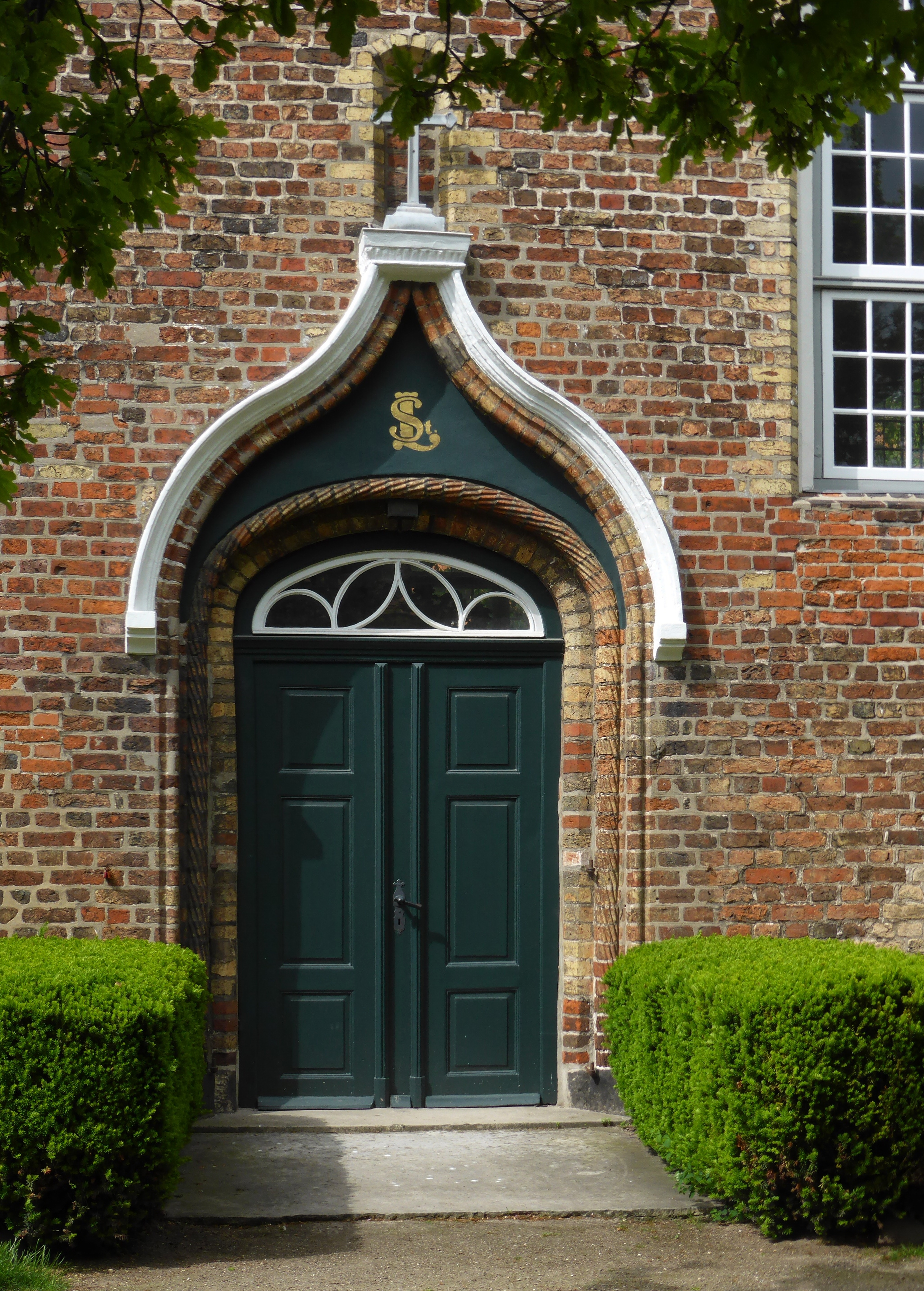
Seiteneingang

Die evangelisch-lutherische St.-Lorenz-Kirche im Lübecker Stadtteil Travemünde ist eine einschiffige Backsteinkirche.

## Geschichte
In einer päpstlichen Urkunde vom 11. Mai 1235 wird die Kirche erstmals indirekt erwähnt. Papst Gregor IX. beauftragte darin einige Geistliche aus Schwerin mit der Schlichtung eines Streites zwischen dem Lübecker Bischof Johann I. und der Stadt Lübeck.
Erstmals ausdrücklich genannt wird eine ursprünglich gotische Kirche 1259, von der sich nur geringe Teile an der Nord- und Ostseite des Chores erhalten haben und die 1522 wie schon ihr Vorgänger im 13. Jahrhundert einem Stadtbrand zum Opfer fiel. Sie erhielt das Patrozinium des Heiligen Diakons Laurentius. Nach der Zerstörung Travemündes in der Grafenfehde 1534 wurde die heutige Kirche ab den 1540er Jahren auf den Fundamenten der vorherigen errichtet. An den Chor schließen sich Anbauten für die Sakristei und eine ehemalige Leichenkammer an. 1605/06 folgte der Turm, der 1619 bis 1621 seinen Abschluss durch ein oktogonales Turmgeschoss und den Turmhelm erhielt. Anlässlich der Fertigstellung des Kirchturms im Jahre 1620 wurde eine Urkunde niedergelegt, in der es heißt, der neue Turm sei „höher und schöner als jener, den eine Feuersbrunst zusammen mit fast dem ganzen Städtchen am Johannisabend vor 100 Jahren zerstört hat“.
Noch bis in die zweite Hälfte des 19. Jahrhunderts war die Lorenzkirche rechtlich eine Filialkirche der Lübecker Marienkirche; daher war der Hauptpastor der Marienkirche auch Hauptpastor von St. Lorenz Travemünde; der eigentliche Pastor der Lorenzkirche trug den traditionellen Titel Archidiaconus, der 2. Prediger Diaconus.

## Ausstattung

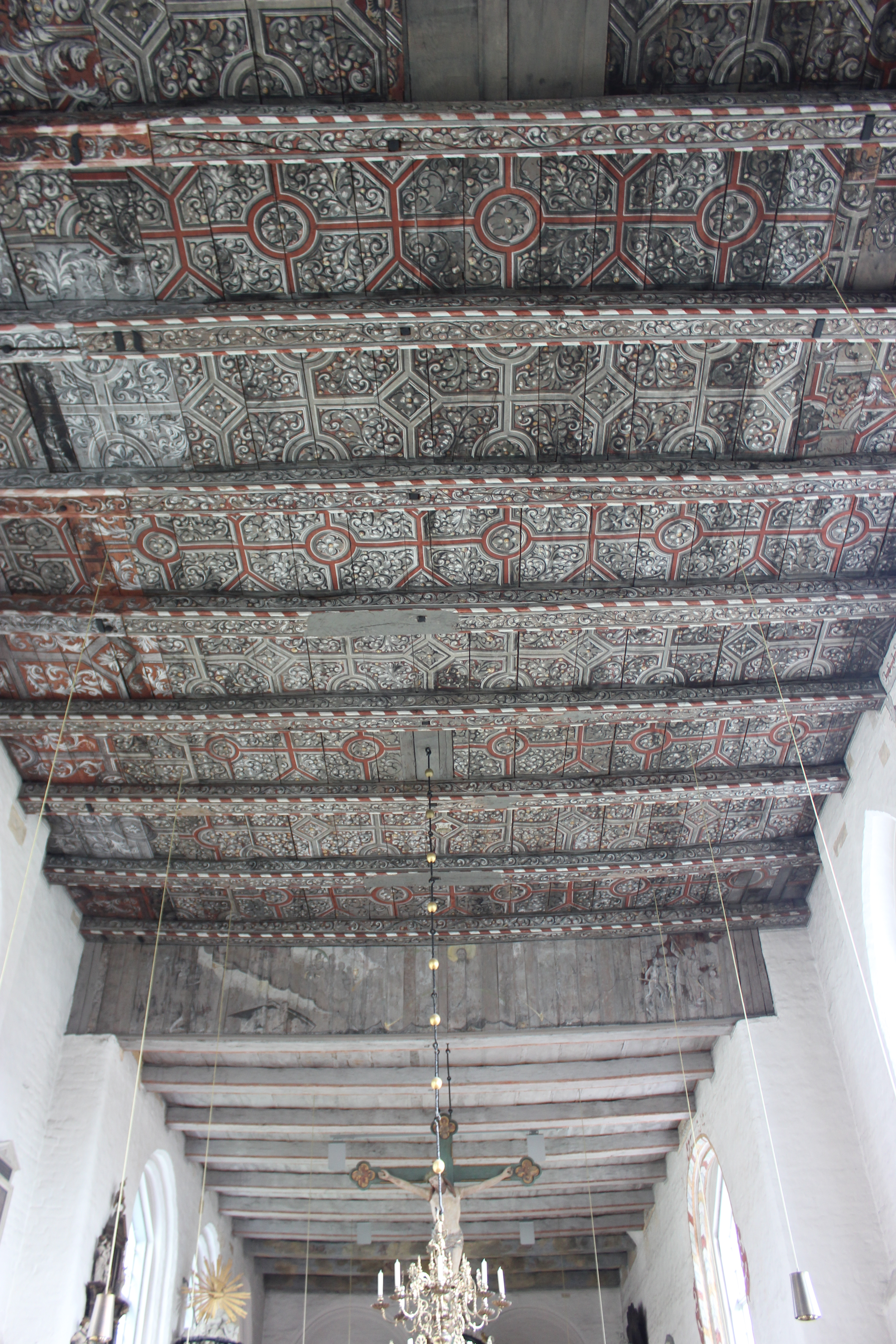
Bemalte Holzdecke

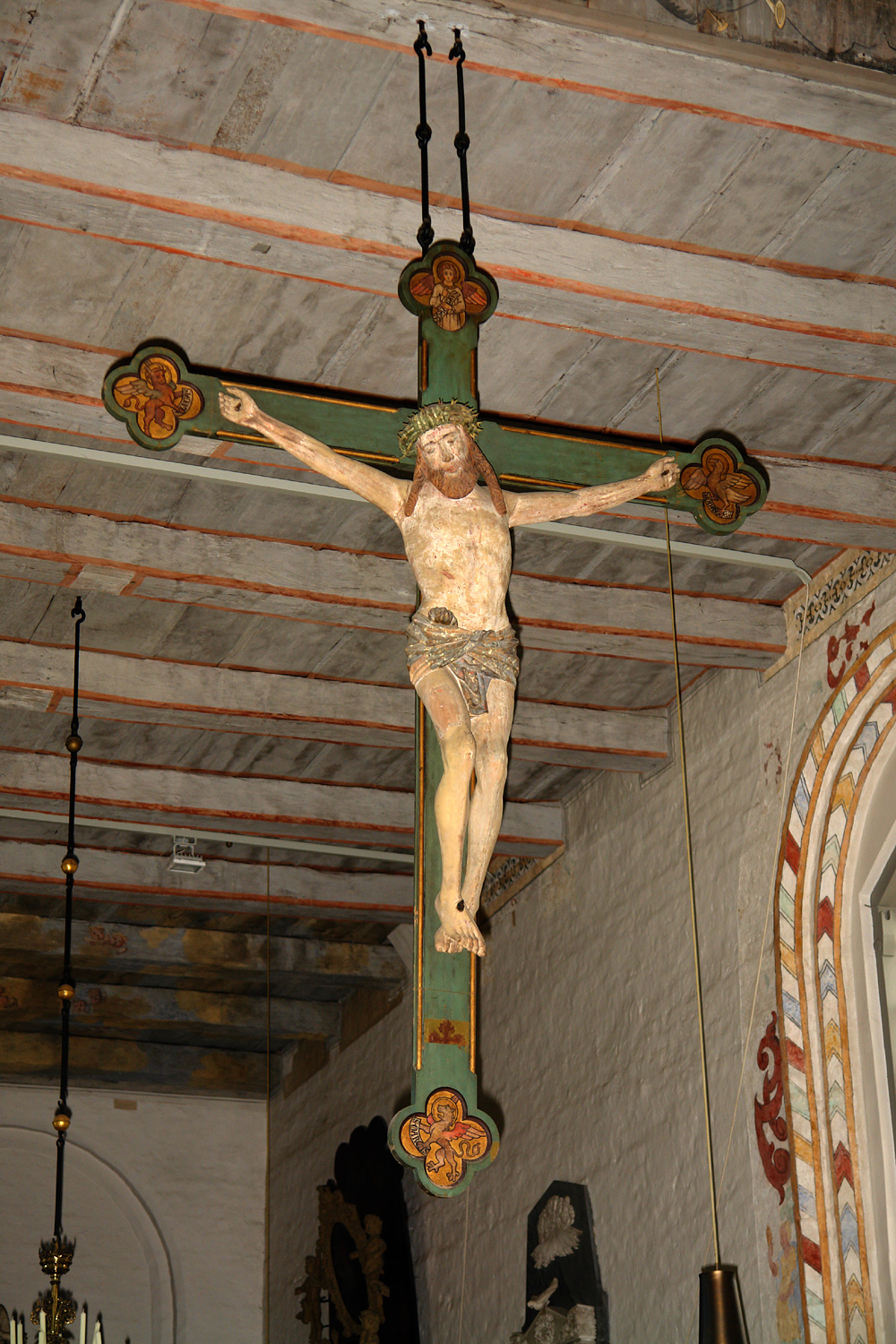
Triumphkreuz, Ende 15. Jahrhundert

Die einschiffige Backsteinkirche ist mit wertvoller Decken- und Wandmalerei ausgestattet. Eine bemalte Kassettendecke im ursprünglichen Zustand war durch eine Zwischendecke verborgen und wurde bei der letzten Renovierung 1990 freigelegt. Zu den ältesten Ausstattungsstücken gehört das Triumphkreuz, dessen spätgotischer Corpus aus dem letzten Viertel des 15. Jahrhunderts und sein Brettkreuz mit gemalten Evangelistensymbolen aus dem Vorgängerbau stammen. Seit der Renovierung befindet es sich an seinem vermutlich ursprünglichen liturgischen Platz zwischen Kirchenschiff und Chor.
Ebenfalls vorreformatorisch ist die Holzskulptur St. Jürgen mit dem Drachen in der Turmeingangshalle, ein spätgotisches Schnitzwerk der Zeit um 1510 zugeschrieben der Werkstatt des Henning von der Heyde. Es stammt aus dem erst um 1970 abgerissenen Siechenhaus St. Jürgen bei Travemünde. Die Skulptur war früher farbig gefasst, die Fassung ist jedoch verloren gegangen.
1723 stiftete Anna Magdalena Schröder, eine Cousine des langjährigen Pastors Johann Hermann Siricius, den barocken Altar. Er wurde geschnitzt vom Lübecker Meister Hieronymus Jakob Hassenberg, als Mensa dient eine gotische Grabplatte von Bodenwerder aus dem 14. Jahrhundert. Die mit reichgeschnitzter Ornamentik versehene Kanzel stammt aus dem Jahre 1735.
Im Fußboden eingelassen sind alte Grabsteine, der älteste stammt aus dem Jahr 1404. Die Epitaphe und Gemälde gehören ausschließlich in den Bereich des christlichen Totenkults und verewigen mit zwei Ausnahmen Geistliche, die in der Barockzeit an der St.-Lorenz-Kirche gewirkt haben. Das älteste Epitaph, das Epitaph Gladow aus dem Jahr 1583, ist das einzige im Stil der Renaissance. Es zeigt die Auferstehung Christi, der Stifter ist kniend mit dargestellt. Vom Aufbau her noch in den Formen der Renaissance zeigt sich das zweigeschossige Epitaph Steinmetz (1663). Es enthält im zentralen unteren Bereich eine Darstellung der knienden Stifterfamilie in einer Landschaft von Johannes Dietzius in Öl auf Holz gemalt. Darüber und kleiner das Gemälde einer Grablegung. Dazu enthält es den Auferstandenen als Statuette sowie Allegorien für Glaube, Liebe, Hoffnung und Gerechtigkeit.

Kirchenausstattung
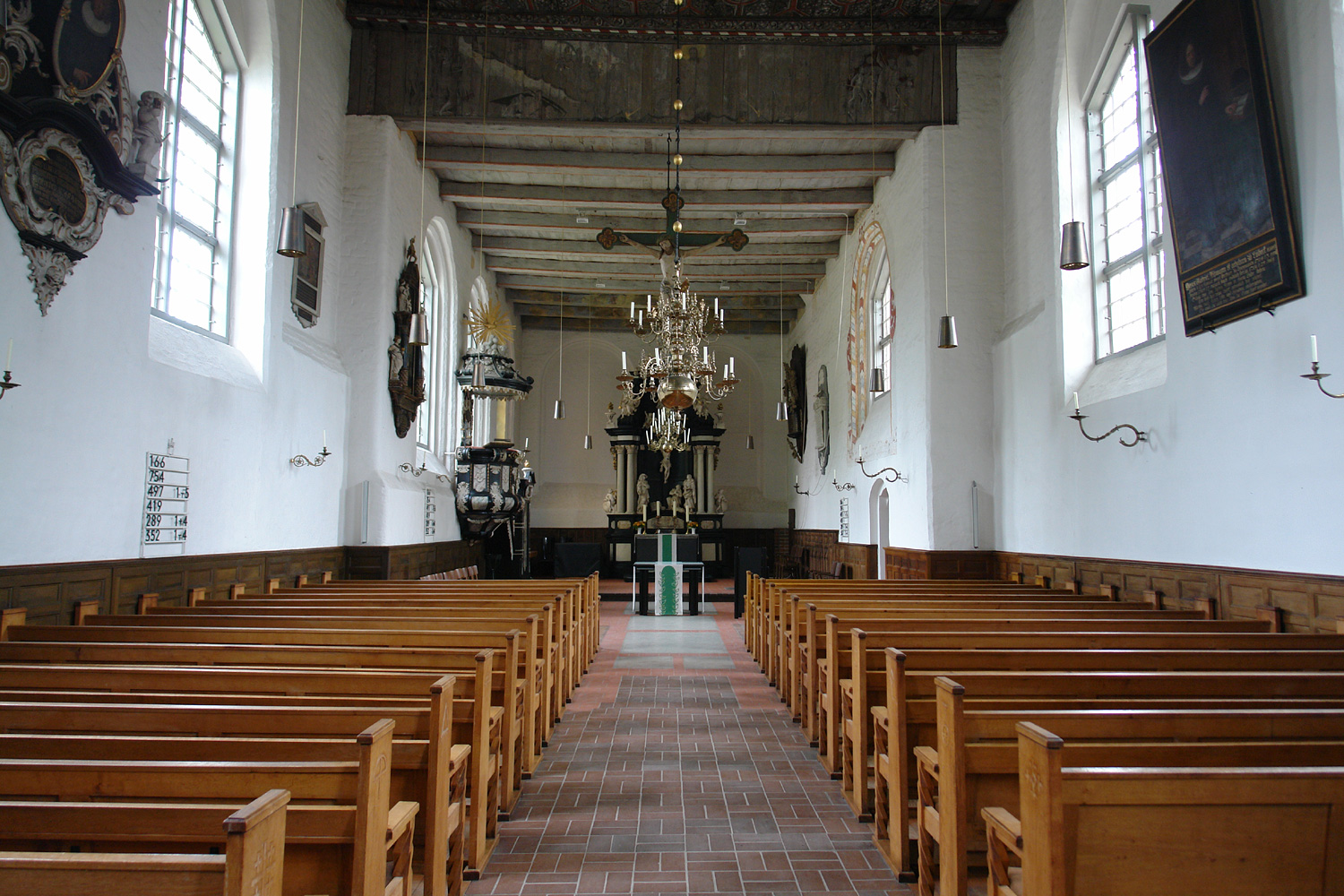
Blick auf den Chor
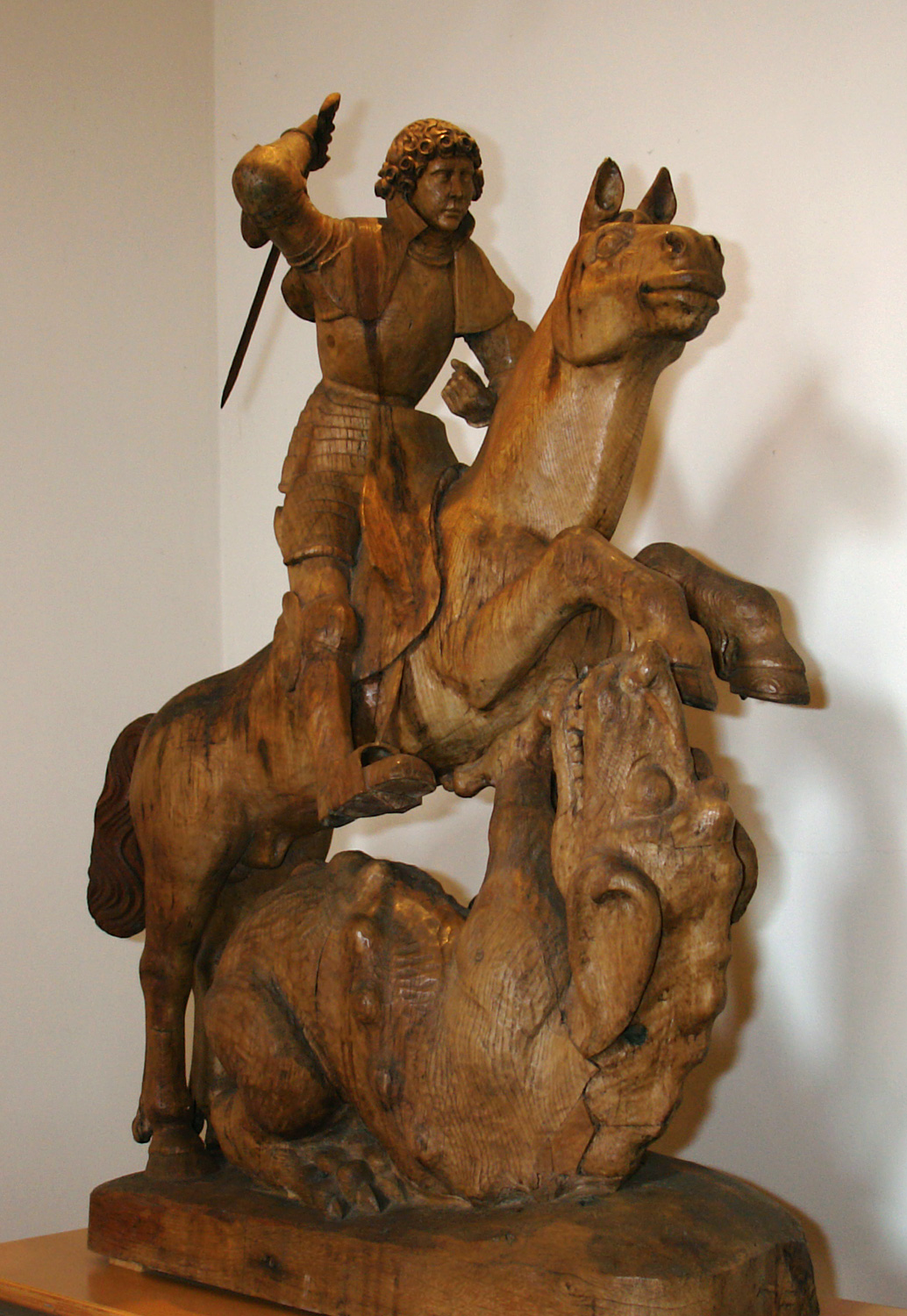
Holzskulptur St. Jürgen mit dem Drachen um 1510
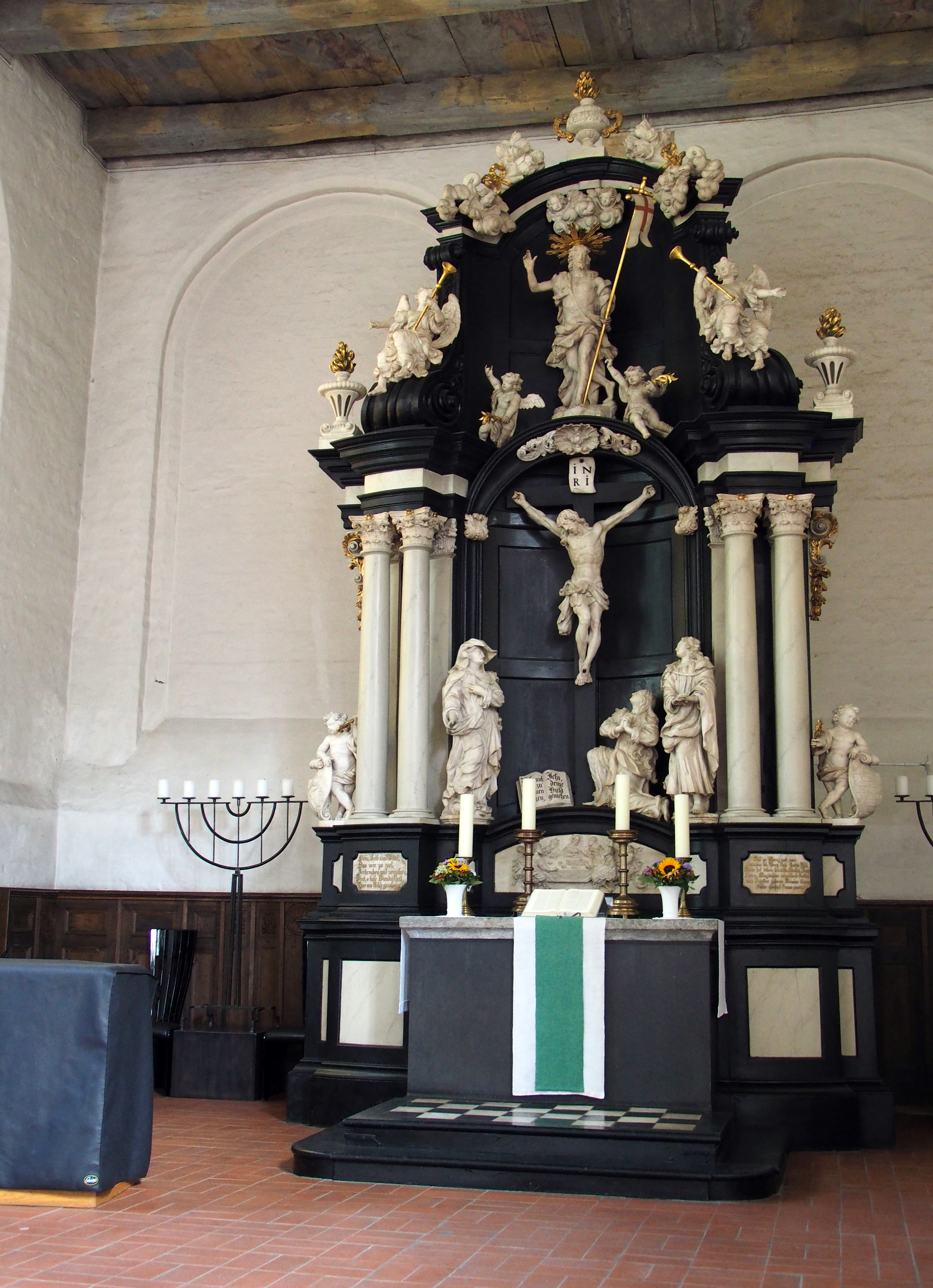
Barockaltar von 1723
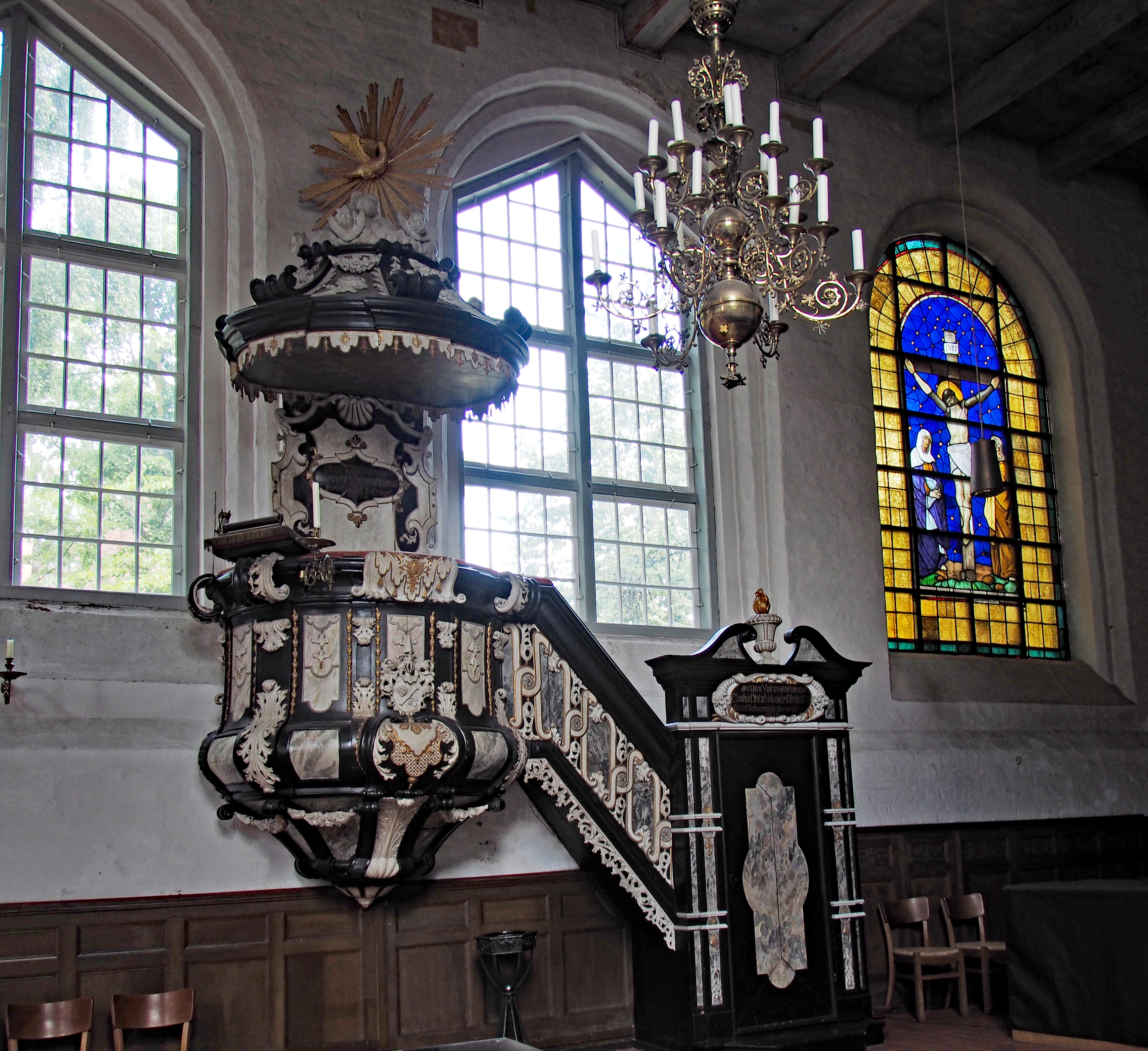
Kanzel von 1735

### Orgel

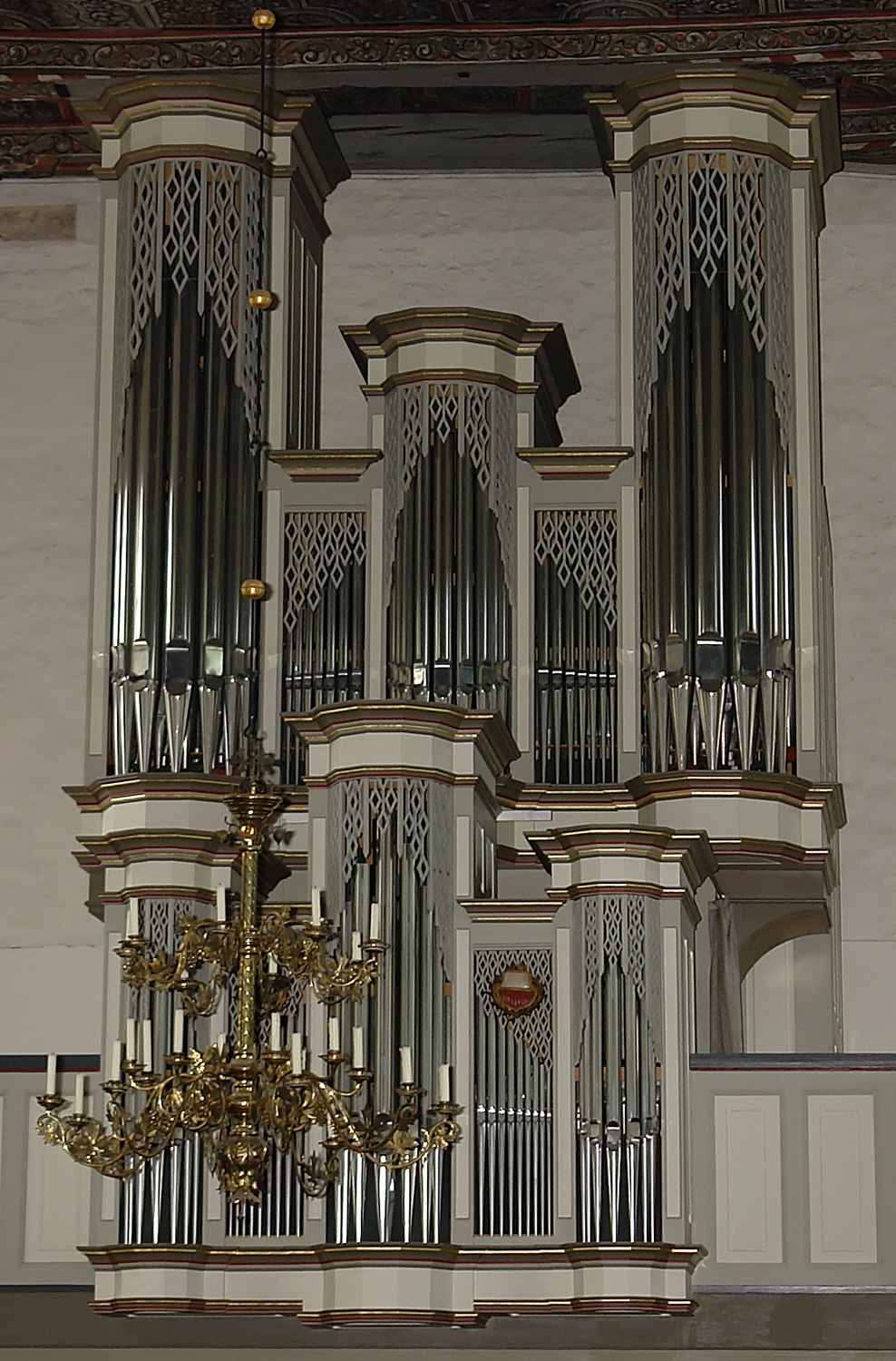
Prospekt der Beckerath-Orgel

Die Orgel der Firma Rudolf von Beckerath Orgelbau wurde 1966 zunächst an der Südseite des Chores aufgebaut, ein Bruch mit der Tradition, um eine liturgische Einheit von Altar, Kanzel und Orgel im Altarraum zu schaffen, was sich jedoch akustisch und optisch als ungünstig erwies. 1991 gelangte die Orgel im Zuge der Renovierung wieder zurück auf die neu gestaltete Westempore, wobei ihr die Orgelwerkstatt Hinrich Otto Paschen (Kiel) unter Berücksichtigung des in der Kirche dominanten Barockstils eine an der ehemaligen Stellwagen-Orgel von 1642 orientierte äußere Gestalt verlieh und zugleich das Werk um zwei Register erweiterte.
Disposition der Orgel
| I Rückpositiv C–g3 |       |
| Metallgedackt      | 8′    |
| Prinzipal          | 4′    |
| Blockflöte         | 4′    |
| Waldflöte          | 2′    |
| Gemsquinte         | 1 ⁄3′ |
| Sesquialtera II    |       |
| Scharff IV         |       |
| Krummhorn          | 8′    |
| Schalmei           | 4′    |
| Tremulant          |       |

| II Hauptwerk C–g3 |       |
| Quintadena        | 16′   |
| Prinzipal         | 8′    |
| Rohrflöte         | 8′    |
| Octave            | 4′    |
| Koppelflöte       | 4′    |
| Nasat             | 2 ⁄3′ |
| Octave            | 2′    |
| Flachflöte        | 2′    |
| Mixtur IV–VI      |       |
| Trompete          | 8′    |

| Pedal C–f1      |     |
| Prinzipal       | 16′ |
| Subbaß          | 16′ |
| Octave          | 8′  |
| Gedackt         | 8′  |
| Octave          | 4′  |
| Nachthorn       | 2′  |
| Rauschpfeife IV |     |
| Fagott          | 16′ |
| Trompete        | 8′  |
| Trompete        | 4′  |

### Geläute
Die Glocken wurden im Zweiten Weltkrieg konfisziert, lagerten auf dem Hamburger Glockenfriedhof und konnten am 12. Dezember 1947 zurückgeführt werden.
Das Geläut besteht aus folgenden Glocken:
- I. Ton e‘, Gewicht 1.195 kg, gegossen 1711 von Conradt Kleymann (auch Cordt Kleimann).
- II. Ton f‘, Gewicht 886 kg, gegossen 1673 von Albert Benningk in Lübeck
- III. Ton e‘‘, Gewicht 117 kg, gegossen 1604 von Reinholt Benninck in Lübeck.

Albert Benningk und Reinhold Benninck gehörten zur selben Glockengießerfamilie. Die Schreibweise des Nachnamens variierte im Laufe der Jahre.

## Pastoren
Nach Jacob von Melle:
- Johann Kock, 1533–1543
- Johann Tede, 1543–1549, danach am Lübecker Dom
- Samuel Nisenius († 1580)
- Georg Gladow, unterschrieb 1580 die Konkordienformel, († 1588)
- Paul Steinmetz, unterschrieb 1580 die Symbolischen Bücher, († 1583)
- Joachim Paschasius aus Salzwedel, vorher Lehrer am Katharineum zu Lübeck, 1583–1608
- Johann Küsel, 1588–1610, dann Adjunkt an St. Andreas in Schlutup
- Hinrich Pöpping, 1608–1616
- Hermann Weber (Textorius) aus Horschwinkel/Westfalen, erwählt 1610, Pastor 1617–1626, danach Prediger an der Burgkirche

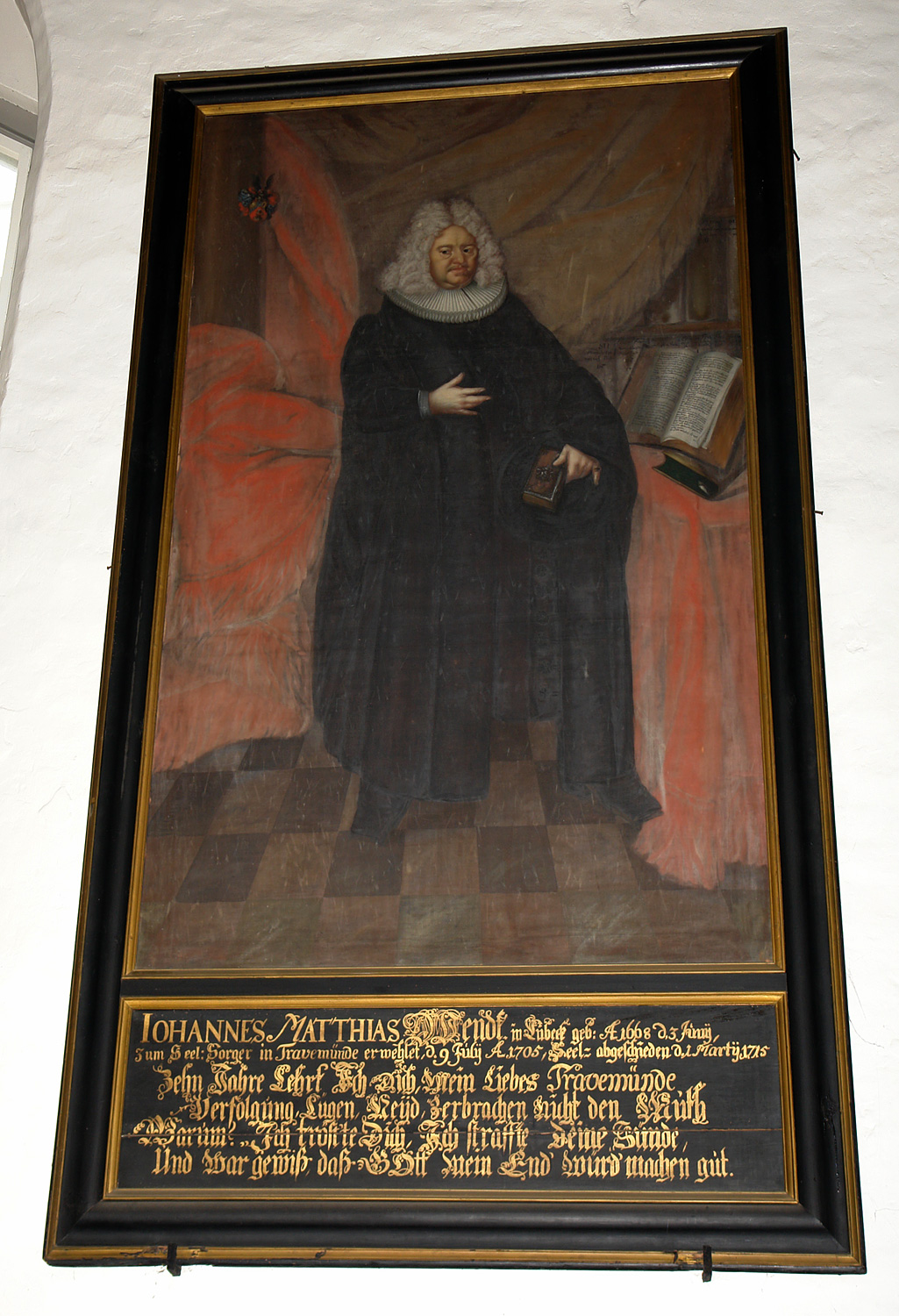
Pastorenbildnis Wendt

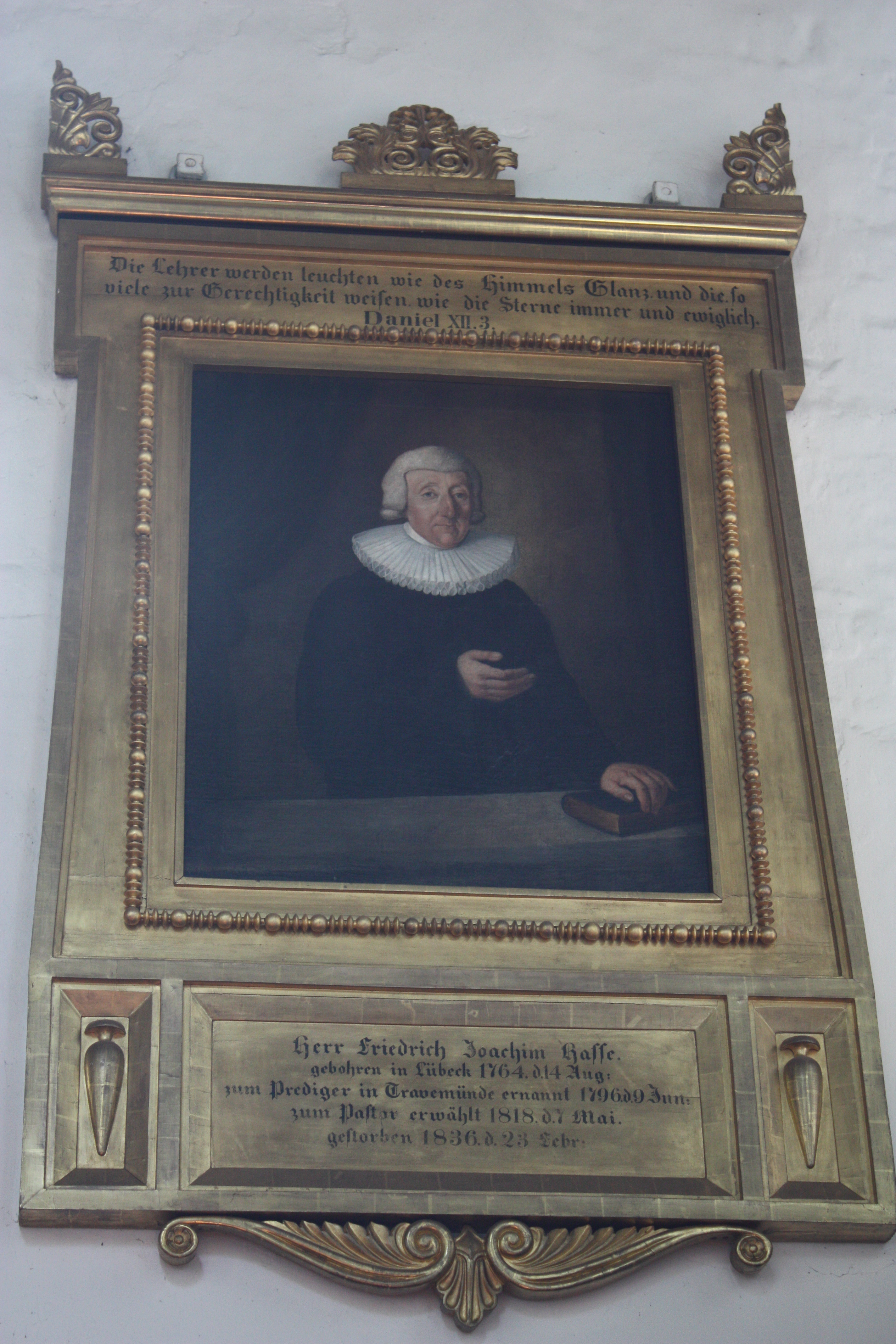
Pastorenbildnis Hasse

- Hinricus Galenbeck (Glambecius), 1617–1619, danach Prediger an der Burgkirche, ab 1626 am Lübecker Dom
- Rotgerus von der Hoege, 1619–1629
- Johann Küsel, von Schlutup nach Travemünde zurück, 1626–1630
- Magister Justus Müller (Molitor) aus Rotenburg/Hessen, 1629–1639
- Magister Johann Kuhle (Culenius), vorher Pastor in Reinfeld (Holstein), erwählt 1630, Pastor 1639–1648
- Magister Theodor Leinhose (Linhase), erwählt 1639, Pastor 1648–1654
- Magister Hermann Reuter, Sohn des Ratsherrn Gerhard Reuter, erwählt 1648, Pastor 1654–1668
- Magister Jonas Emmen, vorher Pastor an der Dorfkirche Pantlitz in Vorpommern, erwählt 1654, wurde 1664 Prediger an der Petrikirche
- Hermann Henricus Escher,[12] 1664–1705 (Epitaph in der Kirche)
- Johann Grünewald, 1669–1675
- Sebastian Bacmeister, 1676–1704
- Gabriel Fitzmann, Sohn des Physicus Johann Fitzmann, 1704 Prediger und 1705 Pastor († 1719).[13]
- Johannes Matthias Wendt,[14] 1705–1715 (Epitaph in der Kirche)
- Johann Hermann Siricius, 1715–1769 (Epitaph in der Kirche)
- Johann Wessel aus Lübeck, 1719–1743
- Joachim Hinrich Ostermeier,[15] 1743–1796 (Epitaph in der Kirche)
- Jacob Christian Schoof,[16] 1769–1818 (Epitaph in der Kirche)
- Friedrich Joachim Hasse,[17] 1796–1836 (Epitaph in der Kirche)
- Heinrich Wilhelm Eschenburg, 1836–1853
- Ludwig Heller (Pastor), Prediger ab 1836, Hauptpastor 1853–1878

Epitaphe in der Kirche
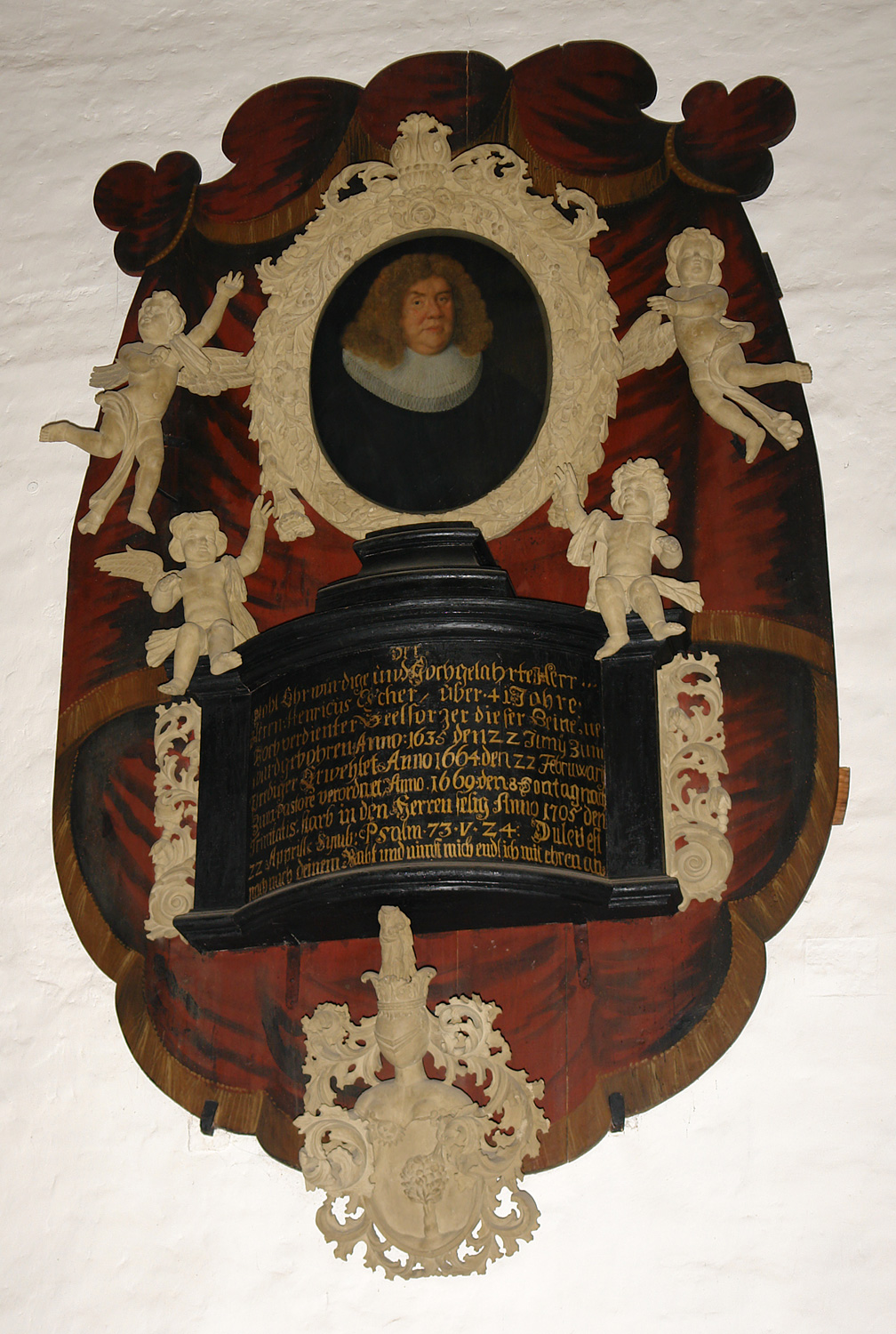
Epitaph Escher
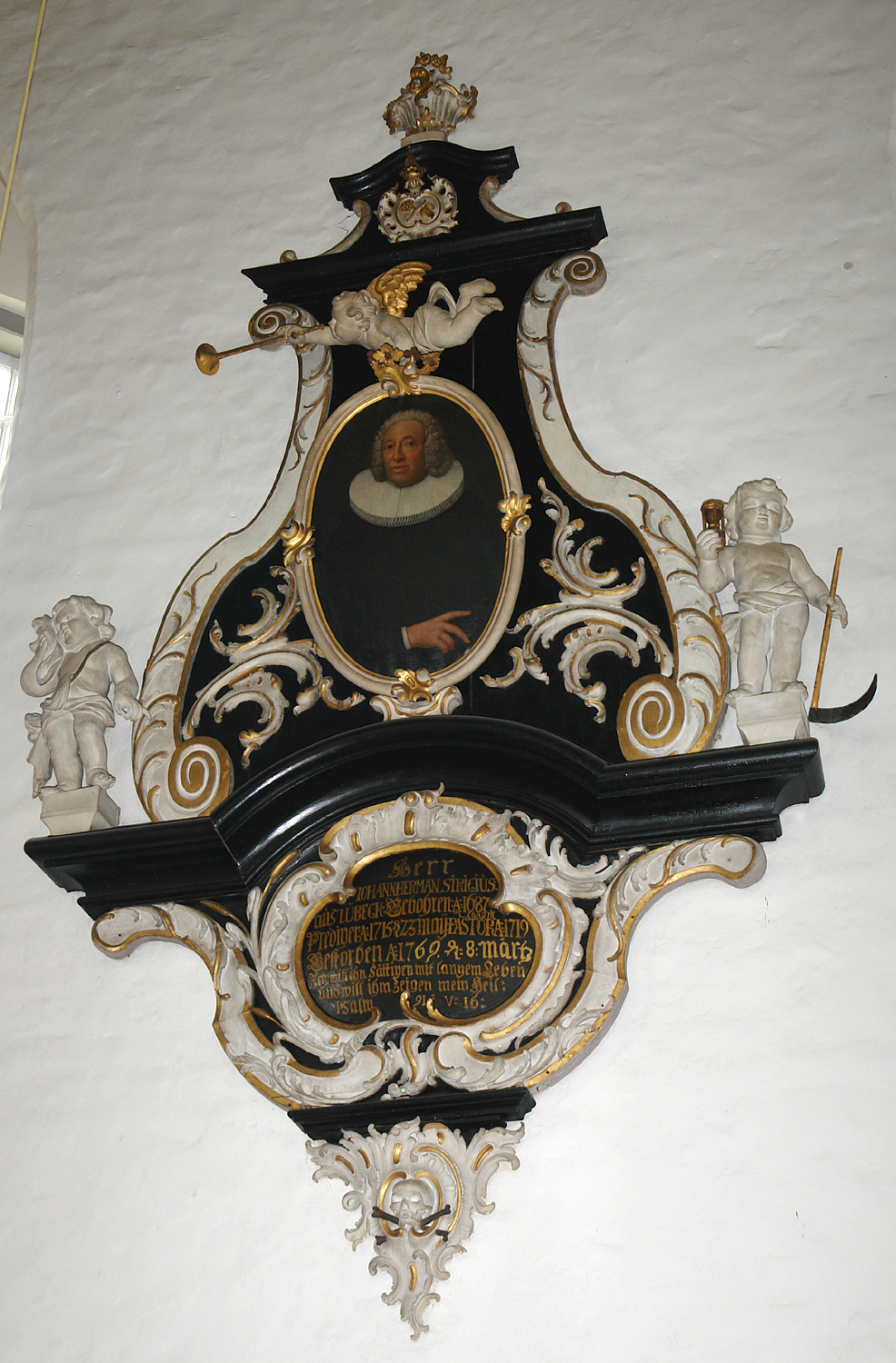
Epitaph Siricius
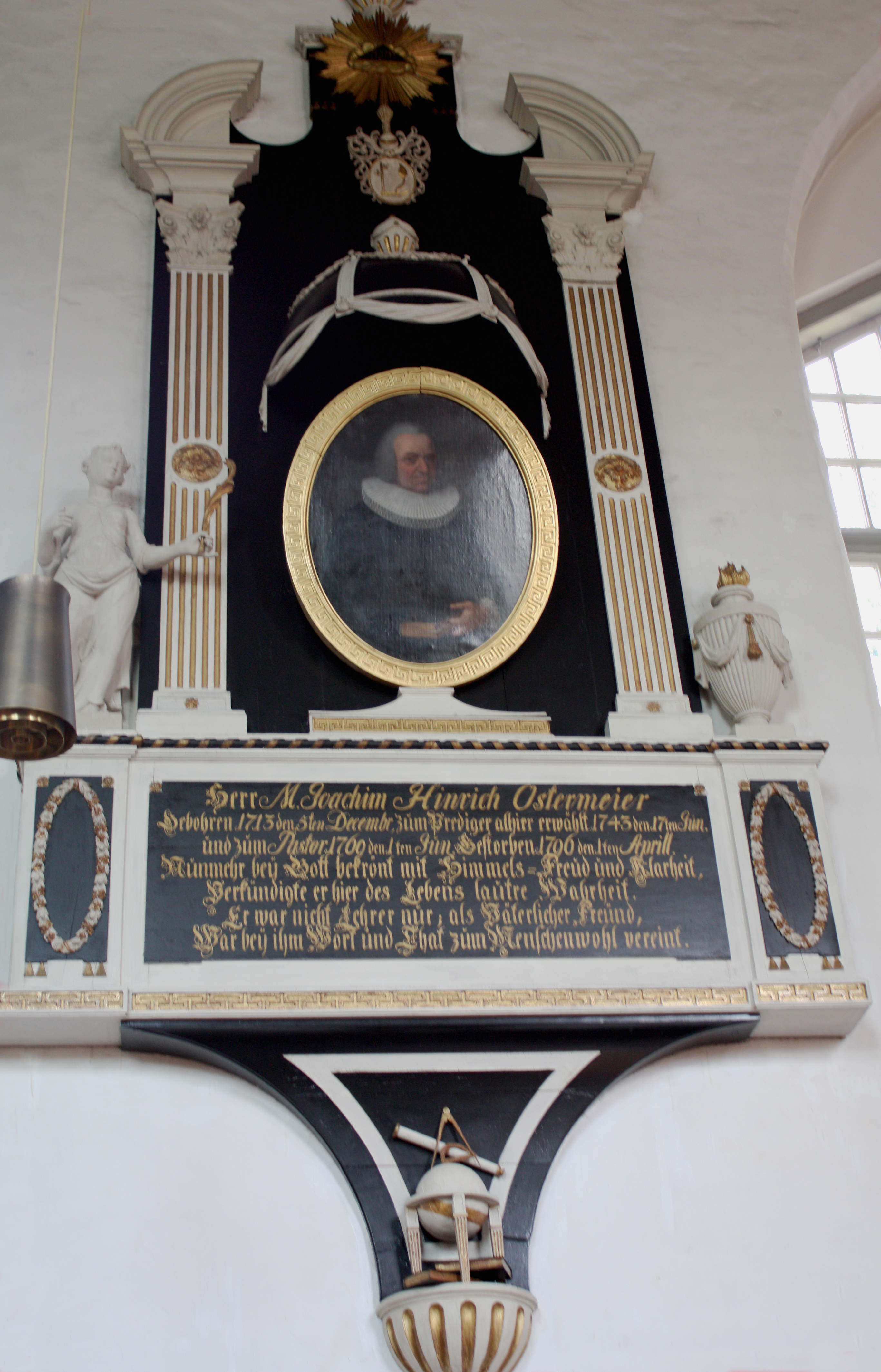
Epitaph Ostermeier
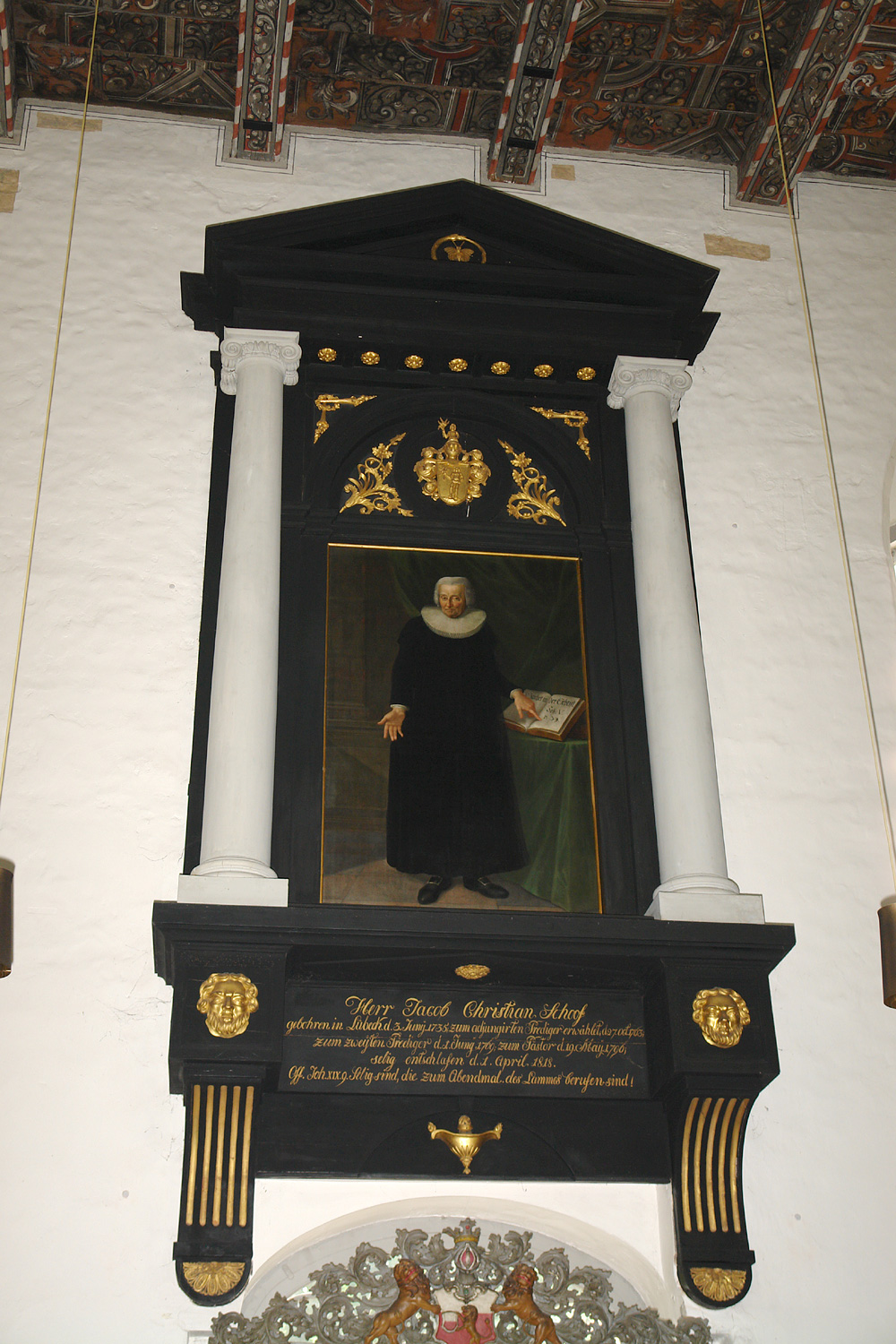
Epitaph Schoof

## Offene Kirche und Kirchenmusik
In der St.-Lorenz-Kirche finden Marktkonzerte mit Orgelmusik an jedem Donnerstag von 10:30–11:00 Uhr mit anschließender Kirchenführung von Juni bis September sowie Sonntagskonzerte und Abendmusiken statt. Die St.-Lorenz-Kantorei umfasst 90 Mitglieder. Täglich (außer Montag) von 9:00–12:00 Uhr und Di. bis Fr. 13:00–15:00 Uhr (April bis Oktober) ist die Kirche geöffnet (Offene Kirche). Gottesdienste werden abgehalten.

## Kirchhof
Auf dem Kirchhof befinden sich vier denkmalgeschützte Gräber aus den 1830er Jahren, darunter das Grabkreuz des Lübecker Ratsherrn und Travemünder Stadthauptmanns Johann Hermann von Duhn († 1837).